# Antoni Defez
Antoni Defez i Martín (Valencia, 1958) es un filósofo y ensayista de orientación wittgensteiniana. 

## Biografía
Estudió Magisterio y Filosofía en la Universitat de València, y ha trabajado como profesor de primaria y bachillerato, como profesor asociado en la Universidad de Valencia y en la Universitat d'Alacant, y desde 1994 es profesor de Filosofía de la Facultad de Letras de la Universidad de Gerona.

## Trayectoria
También ha sido miembro directivo de la Societat de Filosofia del País Valencià y secretario de la revista Quaderns de filosofia i ciència. 

## Obras
ENSAYO
- Música i sentit. El cas Wittgenstein. Publicacions de la Universitat de València, 2008.
- Realisme i nació: un assaig de filosofia impura (Premi Joan Fuster d'assaig). València: Edit. 3 i 4, 2009.
- Assumptes pendents. Set qüestions filosòfiques d'avui (Premi Filosofia i ciutadania Josep Lluis Blasco). Publicacions de la Universitat de València, 2011.
- Fronts oberts. Quatre estudis sobre Wittgenstein, Russell i Heidegger. Girona: Edicions de la Ela Geminada, 2020.
- Els arbres de Berkeley. El problema del món extern en l'empirisme clàssic. Publicacions de la Universitat de València, 2020.
- De la pròpia veu a la veu pròpia (Premi Josep Vicent Marqués d'assaig Ciutat de València). València: Edicions del Bullent, 2022.
- No pots buscar en el blau. Una aproximació a les filosofies de Wittgenstein. Publicacions de la Universitat de València, 2024.

POESIA
- Pas insomne (Premi de poesia Manuel Rodríguez Martínez Ciutat d'Alcoi). València: Editorial Brosquil, 2003.
- Els haikus de Ciutat Vella (Premi de poesia Ciutat de València). Alzira: Editorial Bromera, 2005.
- La fam del guepard (Premi Les Talúries). Lleida: Pagès Editors, 2005.
- L'arc de la mirada (Premi Benvingut Oliver). Catarroja: Editorial Perifèric, 2007.
- Incert moviment (Premi Vicent Andrés Estellés de Burjassot). Alzira: Editorial Bromera, 2008
- Metralla esparsa (Premi Ibn Jafadja Ciutat d'Alzira). Alzira: Editorial Bromera, 2014.